# Toshisada Nishida
Pour les articles homonymes, voir Nishida.
Toshisada Nishida (西田 利貞, Nishida Toshisada, 3 mars 1941 - 7 juin 2011) est un des pionniers de la primatologie.

## Biographie
Toshisada Nishida établit en 1965 une des premières stations de recherche de terrain consacrée à l'étude du comportement des chimpanzés. Il est le premier à découvrir que, au lieu de former des groupes centrés autour d'un noyau familial, les chimpanzés vivent en groupes multi-familiaux au sein d'un territoire clairement délimité par des frontières. Il est également le premier à mettre en évidence l'utilisation de plantes médicinales chez les chimpanzés. Il a été professeur au département de zoologie de l'université de Kyoto.
Toshisada Nishida a reçu le prix Louis Leakey pour ses travaux dans le domaine de la biologie évolutive de l'Homme.